# هیاراپیتیا
هیاراپیتیا (به لاتین: Hiyarapitiya) یک منطقهٔ مسکونی در سری‌لانکا است که در استان مرکزی (سری‌لانکا) واقع شده‌است.